# Wielki strażnik biblioteki
Wielki strażnik biblioteki (jap. 圕の大魔術師 Toshokan no daimajutsushi) – manga autorstwa Mitsu Izumi, publikowana na łamach magazynu „Good! Afternoon” wydawnictwa Kōdansha od listopada 2017.
W Polsce mangę wydaje Studio JG.

## Fabuła
Theo Fumis jest chłopcem półkrwi, który wraz z siostrą mieszka w slumsach odległej wioski Amun. Ze względu na swoją jasną karnację i spiczaste uszy, Theo jest dyskryminowany przez resztę mieszkańców, jednak jego siostra poświęca się pracy, aby zapewnić mu dobre wykształcenie. Pewnego dnia poznaje on Sedonę, kafnę (bibliotekarkę), która pracuje w wielkiej bibliotece Aftazaak – największej bibliotece na kontynencie oraz politycznym i kulturalnym centrum kraju. Spotkanie z Sedoną całkowicie odmienia życie chłopca, który także pragnie zostać kafną. Kilka lat później wyjeżdża do Aftazaak, gdzie ma nadzieję zdać egzamin uprawniający go do pracy w bibliotece.

## Publikacja serii
Pierwszy rozdział mangi został opublikowany 7 listopada 2017 w magazynie „Good! Afternoon”. Następnie wydawnictwo Kōdansha rozpoczęło wydawanie serii w formacie tankōbon; pierwszy tom ukazał się 6 kwietnia 2018. 
24 czerwca 2020 Studio JG ogłosiło, że pierwszy tom zostanie wydany przedpremierowo 17 lipca podczas Letniego Festiwalu Mangowego. Natomiast oficjalna premiera mangi miała miejsce 27 lipca tego samego roku.
| Nr | Język japoński   | Język japoński         | Język polski        | Język polski           |
| Nr | Data wydania     | ISBN                   | Data wydania        | ISBN                   |
| -- | ---------------- | ---------------------- | ------------------- | ---------------------- |
| 1  | 6 kwietnia 2018  | ISBN 978-4-06-511243-4 | 27 lipca 2020       | ISBN 978-83-8001-570-8 |
| 2  | 7 listopada 2018 | ISBN 978-4-06-513566-2 | 13 listopada 2020   | ISBN 978-83-8001-638-5 |
| 3  | 7 sierpnia 2019  | ISBN 978-4-06-516736-6 | 31 maja 2021        | ISBN 978-83-8001-746-7 |
| 4  | 5 czerwca 2020   | ISBN 978-4-06-519471-3 | 31 grudnia 2021     | ISBN 978-83-8001-836-5 |
| 5  | 7 czerwca 2021   | ISBN 978-4-06-523523-2 | 14 grudnia 2022     | ISBN 978-83-8001-934-8 |
| 6  | 7 czerwca 2022   | ISBN 978-4-06-528198-7 | 1 października 2024 | ISBN 978-83-8257-545-3 |
| 7  | 7 czerwca 2023   | ISBN 978-4-06-531799-0 | —                   |                        |
| 8  | 6 czerwca 2024   | ISBN 978-4-06-535756-9 | —                   |                        |